# 1973 en science
| Années de la science : 1970 - 1971 - 1972 - 1973 - 1974 - 1975 - 1976    |
| Décennies de la science : 1940 - 1950 - 1960 - 1970 - 1980 - 1990 - 2000 |

Cet article présente les faits marquants de l'année 1973 en science.

## Évènements
- 1er mars : lancement de la station de travail informatique Xerox Alto. Elle utilise une interface graphique comprenant des icônes, des fenêtres, des menus, une souris. C'est un échec commercial[1],[2].
- 10 mai : accord instituant le Laboratoire européen de biologie moléculaire (European Molecular Biology Laboratory ou EMBL), installé à Heidelberg en Allemagne en 1974[3].
- Novembre : les biologistes américains Stanley Norman Cohen et Herbert W. Boyer publient la construction de la première bactérie contenant un ADN recombinant[4].

- Les biochimistes japonais Akira Endo et Masao Kuroda isolent la mévastatine, premier inhibiteur des HMG-CoA réductase[5].

### Astronautique

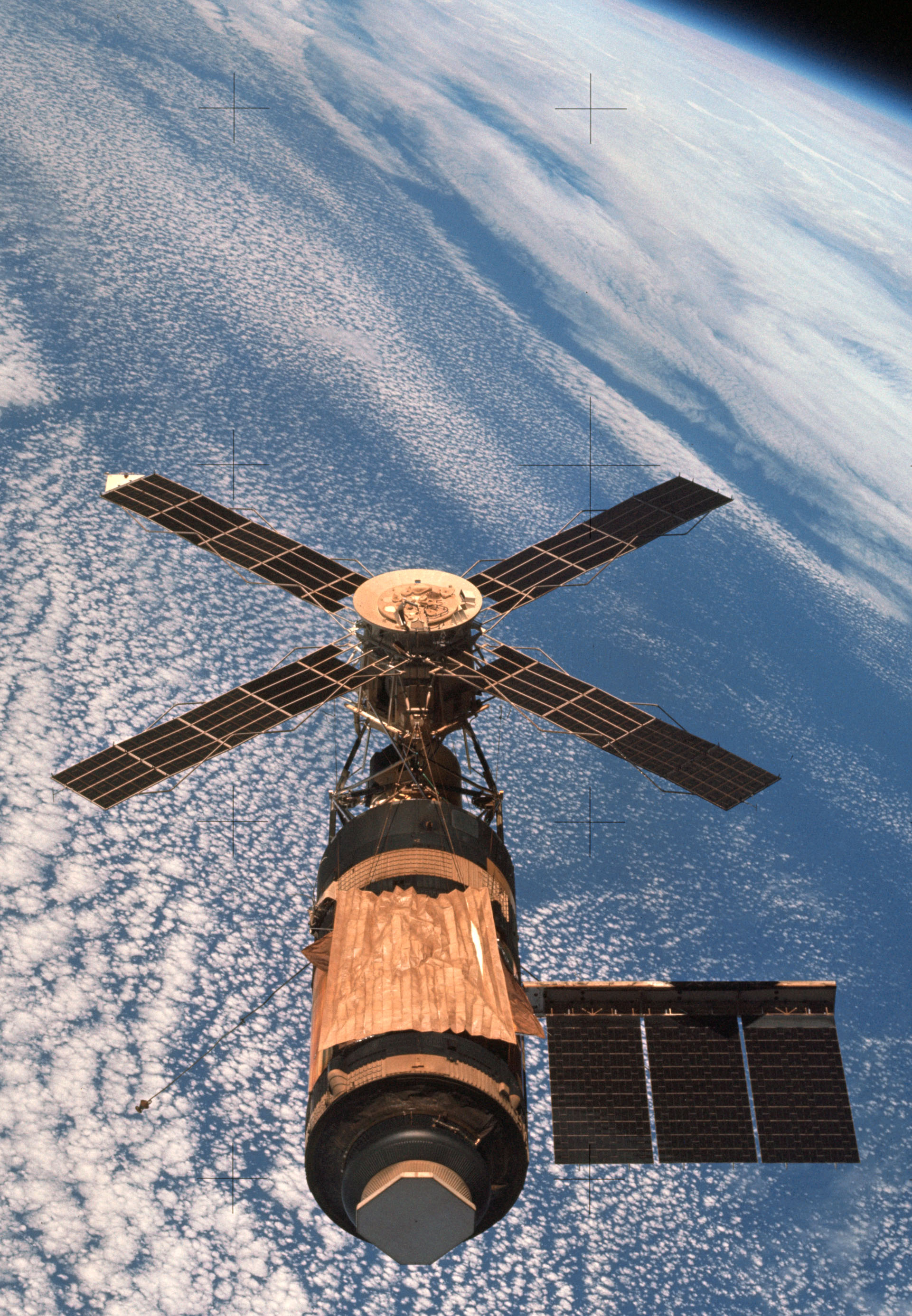
Skylab.

- 15 janvier : la sonde russe Luna 21 dépose sur la Lune le second véhicule automatique Lunokhod 2 qui parcourt 37 km  jusqu'au 4 juin[6].
- 5 avril : lancement de la sonde Pioneer 11[7].
- 14 mai : satellisation de la première station orbitale américaine Skylab[7].
- 30 juin : éclipse solaire totale, une des plus longues du siècle. Elle fut suivie pendant près de 74 min par le Concorde no 1[8].
- 31 juillet : naissance de l’Agence spatiale européenne[9].
- 15 octobre : J. R. Gavaler publie la découverte du Nb3Ge, un supraconducteur à 22 K[10].
- 3 novembre : lancement de Mariner 10, seule sonde spatiale ayant survolé Vénus, puis Mercure[7].
- 3 décembre : premier vol autour de Jupiter par la sonde américaine Pioneer 10[11].

### Physique
- Décembre : John C. Mallison explique le fonctionnement des « magnets » qui ne sont aimantés que sur une face[12].

## Prix
- Prix Nobel

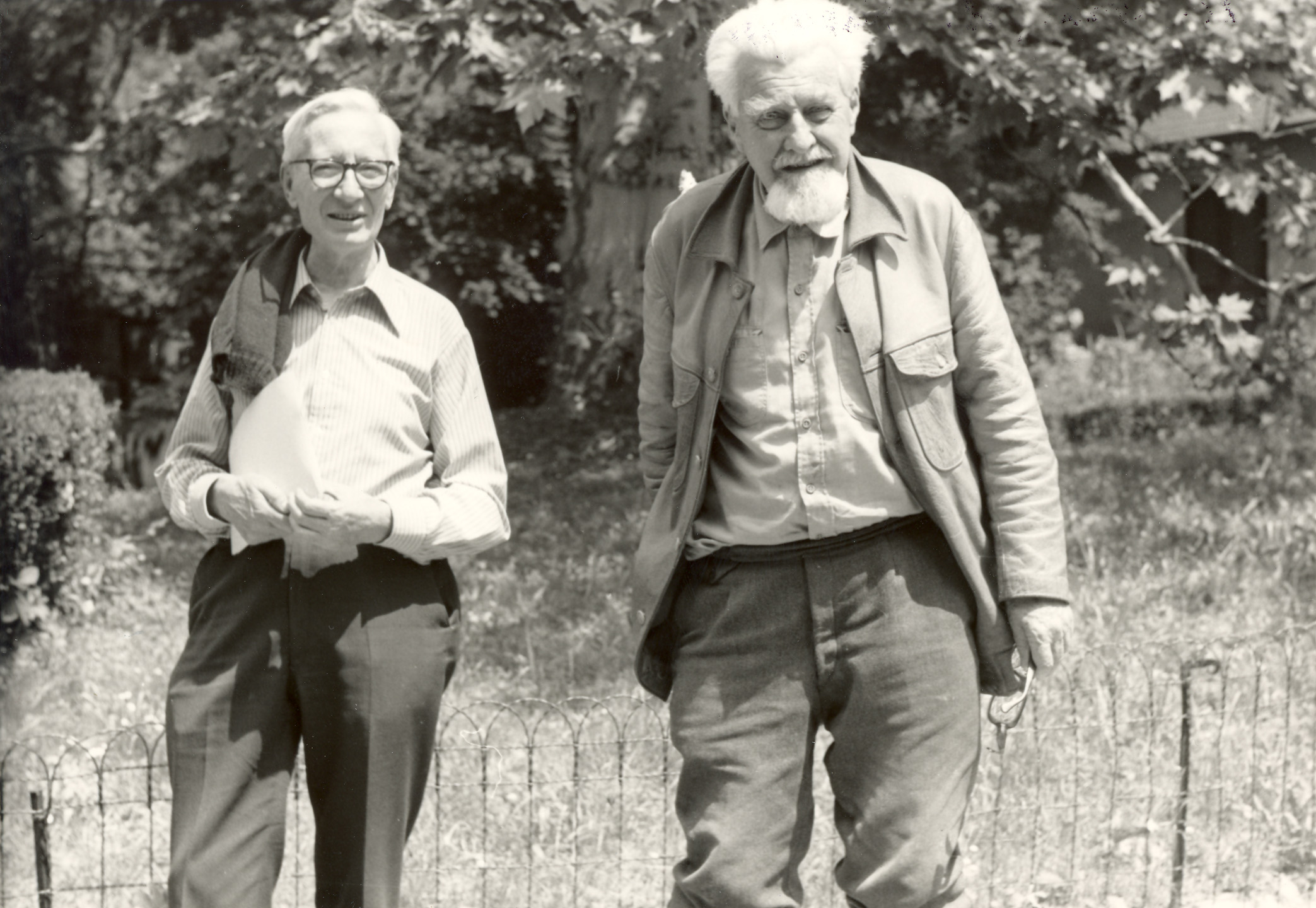
Nikolaas Tinbergen (gauche) et Konrad Lorenz (droite), 1978

  - Chimie : Ernst Otto Fischer (allemand), Geoffrey Wilkinson (anglais)
  - Physiologie ou médecine : Karl von Frisch (langage des abeilles), Konrad Lorenz (comportement animal) (Autrichiens), Nikolaas Tinbergen (Néerlandais).
  - Physique : Leo Esaki, Ivar Giaever et Brian David Josephson

- Prix Lasker
- Prix Albert-Lasker pour la recherche médicale fondamentale : non attribué
- Prix Albert-Lasker pour la recherche médicale clinique : Paul Zoll (en), William Kouwenhoven (en)

- Médailles de la Royal Society
- Médaille Copley : Andrew Huxley
- Médaille Davy : John Stuart Anderson (en)
- Médaille Hughes : Peter Hirsch
- Médaille royale : Edward Penley Abraham (en), Rodney Robert Porter, Martin Ryle
- Médaille Sylvester : John William Scott Cassels

- Médailles de la Geological Society of London
- Médaille Lyell : Janet Watson
- Médaille Murchison : Alwyn Williams
- Médaille Wollaston : Alfred Sherwood Romer

- Prix Jules-Janssen (astronomie) : Évry Schatzman
- Prix Turing : Charles Bachman
- Médaille Bruce (Astronomie) : Lyman Spitzer
- Médaille Linnéenne : George Ledyard Stebbins et John Zachary Young
- Médaille d'or du CNRS : André Leroi-Gourhan

## Naissances

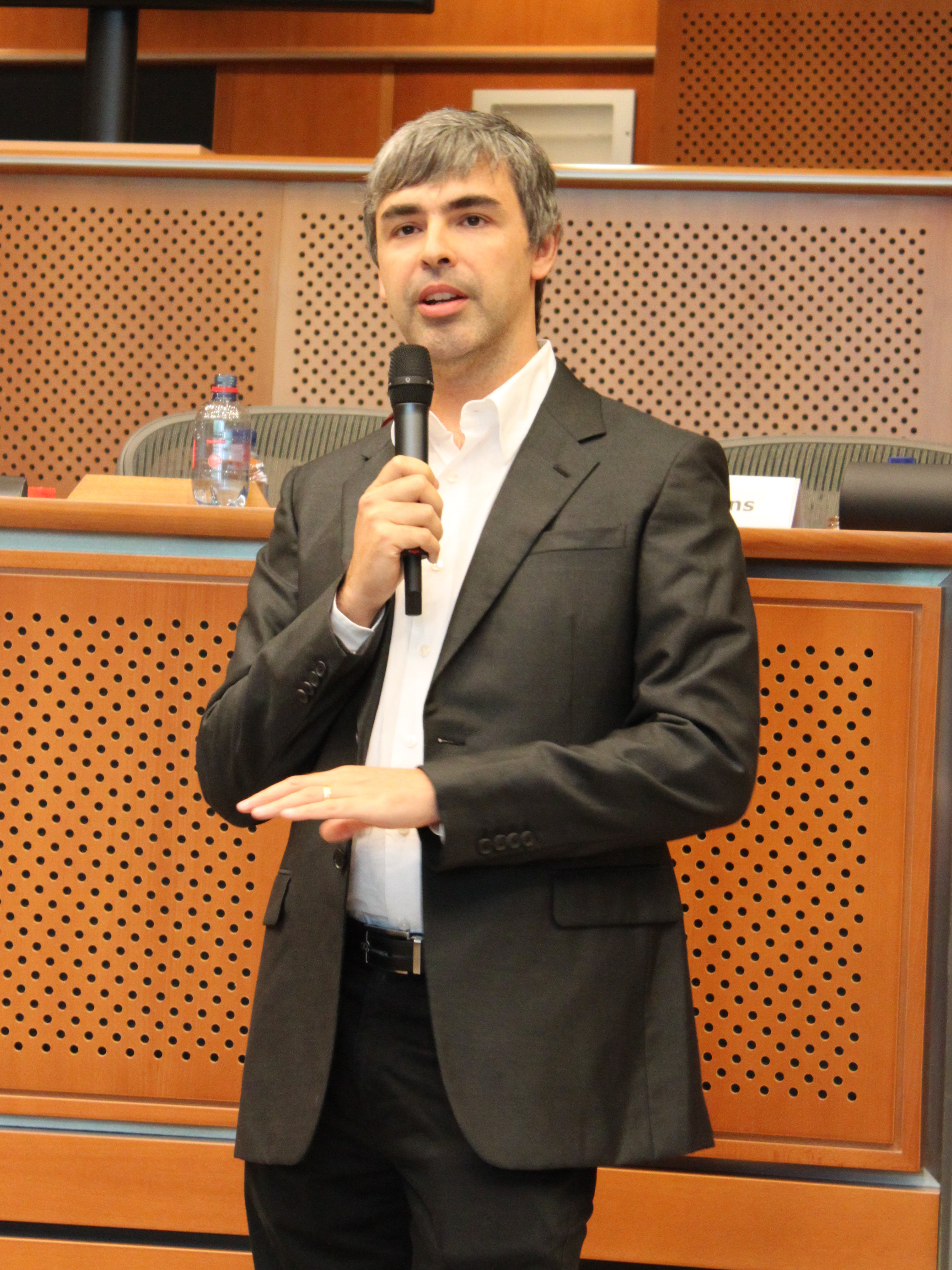
Larry Page

### Janvier
- 23 janvier : Kjell N. Lindgren, astronaute américain.

### Mars
- 10 mars : Georg C. F. Greve, informaticien.
- 26 mars : Larry Page, informaticien américain, cofondateur de Google.
- 30 mars : Brian Behlendorf, ingénieur et développeur américain.
- 31 mars : Ian Goldberg, cryptologue, informaticien, homme d'affaires et cypherpunk canadien.

### Avril
- 1er avril : Sergueï Volkov, cosmonaute soviétique.
- 28 avril : Ian Murdock, informaticien américain.

### Mai
- 19 mai : Alice Roberts, anatomiste, archéologue et anthropologue anglaise.
- 25 mai : Germano D'Abramo, mathématicien et physicien italien.

### Juin
- 11 juin : Paul Kocher, cryptographe américain.

### Juillet
- 26 juillet : Lenka Šarounová, astronome tchèque.

### Août
- 21 août : Sergey Brin, informaticien et entrepreneur américain d'origine soviétique, cofondateur de Google.

### Septembre
- 18 septembre : Mark Shuttleworth, entrepreneur sud-africain anglais, un des premiers touristes de l'espace et le premier sud-africain à voyager dans l'espace.

### Novembre
- 22 novembre : Chadwick Trujillo, astronome américain.

### Date non précisée
- Hussein Bassir, égyptologue égyptien.
- Gaël Duval, informaticien français.
- Robert McCool (en), informaticien américain.

- Jérôme Rota, inventeur français.

## Décès

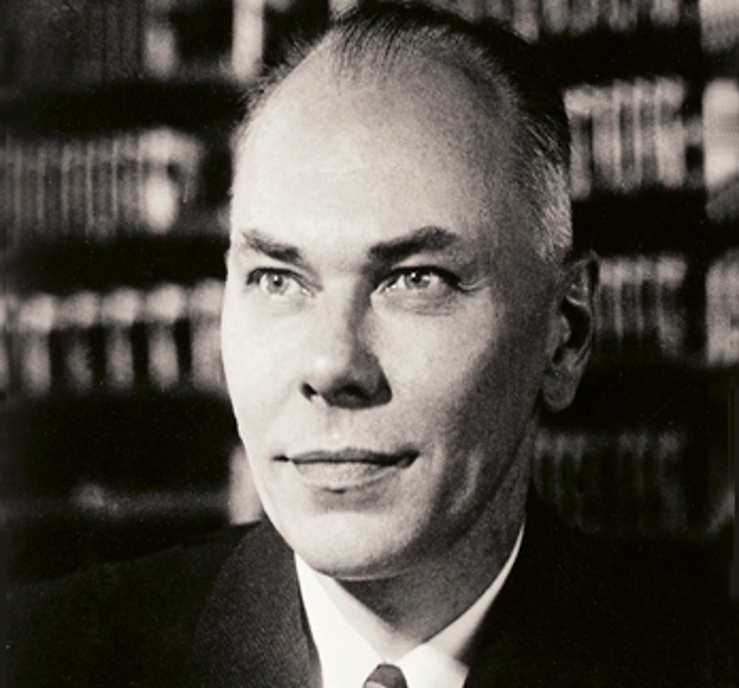
Howard Aiken

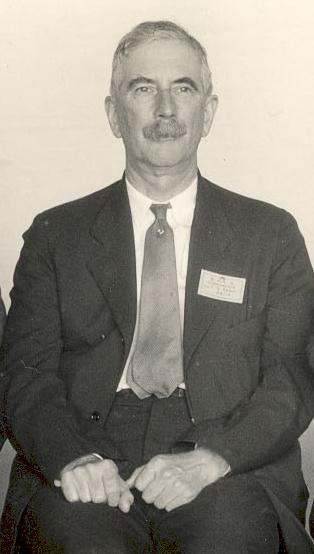
Charles Greeley Abbot

### Janvier
- 1er janvier : František Běhounek (né en 1892), chirurgien français.
- 11 janvier : Louis Michon (né en 1898), scientifique (radiologiste), explorateur et écrivain tchèque.
- 24 janvier : Cecil Edgar Tilley (né en 1894), pétrologiste australo-britannique.
- 27 janvier : René Abrard (né en 1892), géologue français.

### Février
- 5 février : António Jorge Dias (né en 1907), anthropologue portugais.
- 6 février : Ira Sprague Bowen (né en 1898), astronome américain.
- 11 février : Hans Daniel Jensen (né en 1907), physicien Allemand, prix Nobel de physique en 1963.

### Mars
- 14 mars : Howard Aiken (né en 1900), informaticien américain.
- 20 mars : Robert Cushman Murphy (né en 1887), ornithologue américain.
- 30 mars : William Justin Kroll (né en 1889), métallurgiste, chimiste et consultant luxembourgeois.

### Avril
- 2 avril :
  - Hermann Östrich (né en 1903), ingénieur franco-allemand.
  - Alfred Schmitt (né en 1907), astronome français.

### Mai
- 1er mai : Marinus Vertregt (né en 1897), astronome néerlandais.
- 22 mai : François Eygun (né en 1898), historien et archéologue français.

### Juin
- 7 juin : Ahmed Fakhry (né en 1905), égyptologue égyptien.

### Juillet
- 6 juillet : Hermann von Baravalle (né en 1898), mathématicien, pédagogue, physicien et astronome allemand.
- 23 juillet : David Meredith Seares Watson (né en 1886), zoologiste britannique.

### Août
- 11 août : Karl Ziegler (né en 1898), chimiste allemand, prix Nobel de chimie en 1963.
- Georges-Albert Boutry (né en 1904), physicien français[Quand ?].

### Septembre
- 11 septembre : Edward Evan Evans-Pritchard (né en 1902), anthropologue britannique.
- 20 septembre : Robert S. Hartman (né en 1910), philosophe et logicien américain.
- Septembre : Kenneth Levenberg (né en 1919), statisticien américain.

### Octobre
- 8 octobre : Otto Brendel (né en 1901), historien de l'art et universitaire allemand, spécialiste d'archéologie et d'art étrusque.
- 15 octobre : Jacques Vandier (né en 1904), égyptologue français.

### Novembre
- 5 novembre : Alfred Sherwood Romer (né en 1894), paléontologue et zoologiste américain.
- 11 novembre : Artturi Ilmari Virtanen (né en 1895), chimiste finlandais.

### Décembre
- 17 décembre : Charles Greeley Abbot (né en 1872), astrophysicien et astronome américain.
- 23 décembre : Gerard Kuiper (né en 1905), astronome néerlandais naturalisé américain.